# Polycentropus carolinensis
Polycentropus carolinensis là một loài Trichoptera trong họ Polycentropodidae. Chúng phân bố ở miền Tân bắc.